# Cornelis Verduijn
Cornelis Verduijn (Alkemade, 6 april 1907 - Loosdrecht, 20 maart 1945) was een Nederlandse verzetsstrijder in de Tweede Wereldoorlog. Hij werd geëxecuteerd wegens zijn betrokkenheid bij een wapendropping in de buurt van Lunteren.

## Levensloop
Verduijn was van beroep huisschilder. Al vroeg na uitbraak van de Tweede Wereldoorlog raakte hij betrokken bij het verzet. Hij werkte daarbij samen met Jan Spreij en de onderwijzer Adrianus Plaisier. Aanvankelijk legden zij zich - met weinig succes overigens - toe op het bemachtigen van wapens. Hun werkterrein lag in eerste instantie niet zo zeer in hun woonplaats Ede, maar in andere provincies. Later in de oorlog verschoof het accent naar het verlenen van hulp aan onderduikers. Zo regelde Verduijn onderdak voor meerdere Joodse gezinnen. Hij zorgde er bijvoorbeeld voor dat het echtpaar-Leijdesdorff bij de familie Karssenberg aan de Molenstraat in Ede kon onderduiken. Het echtpaar-Cohn zat 28 maanden ondergedoken bij zijn eigen ouders. In 1943 zat hij een half jaar in Kamp Vught gevangen wegens hulp aan Joden. Na zijn vrijlating dook hij onder om te voorkomen dat hij in Duitsland te werk zou worden gesteld.
Verduijn was lid van de gereformeerde Noorderkerk en evenals meerdere kerkleden lid van de verzetsgroep-De Vries, vernoemd naar de schuilnaam van de leider van de groep Evert Jan van Spankeren. In de nacht van 8 op 9 maart 1945 werden vier leden van de groep van Van Spankeren, waaronder Verduijn, samen met vijftien anderen, gearresteerd na afloop van een wapendropping in de buurt van Lunteren. Naast Verduijn ging het om Piet de Geest, Derk van Gestel en Rijk Tigelaar. Hetzelfde terrein was een week eerder al gebruikt van een dropping. Van Spankeren was er tegen geweest om het terrein opnieuw te gebruiken en had met de Edese verzetsleiding afgesproken dat een aantal leden van zijn groep eerst een aantal nachten het terrein in de gaten zou houden om er zeker van te zijn dat de Duitsers geen extra belangstelling hadden.
Op 8 maart 1945 besloot Derk Wildeboer, hoofd van het Edese verzet, op aandrang van geheim agent François Beckers en andere stafleden, dat de dropping toch door moest gaan. Van Spankeren was zelf niet bereikbaar om eventueel bezwaar te maken. De overige leden van zijn groep weigerden mee te werken. Verduijn en vier andere leden van de groep-De Vries waren echter al op het terrein aanwezig, omdat ze daar de boel in de gaten hielden. Zij waren niet blij met het doorgaan, maar werkten wel mee aan de dropping. Het was een NSB'er die zich in de buurt ophield opgevallen dat er zich in de avond wel heel veel volk in het bos bevond. Hij werd achterdochtig en waarschuwde de Duitsers die na afloop van de dropping een aantal verzetsmensen aanhielden.
De arrestanten werden overgebracht naar De Wormshoef, het regionale hoofdkwartier van de Sicherheitsdienst. Zij werden daar met veel geweld ondervraagd en na een paar dagen getransporteerd naar Kamp Amersfoort als todeskandidat. Op 20 maart 1945 werden tien arrestanten, waaronder Verduijn en vijf andere betrokkenen bij de wapendropping, met de bus vervoerd naar Loosdrecht. In de berm van de weg waar een week eerder een Duitse onderofficier was gedood werden zij geëxecuteerd.

## Persoonlijk
Verduijn was getrouwd met Adriana van de Gugten. Zij bleef achter met vier kinderen. Hun jongste zoon Ben Verduijn, op het moment dat zijn vader overleed een half jaar, publiceerde later meerdere boeken over de wapendropping. In 2020 verscheen een boek over zijn vader: Mijn schild ende betrouwen.

## Nasleep
Het lichaam van Verduijn werd na de oorlog bijgezet in Het Mausoleum in Ede. In april 2017 werd bekend dat er een Cornelis Verduijnstraat komt in de nieuw te bouwen verzetsheldenbuurt op het voormalige kazernecomplex Ede-Oost. In november 2021 ontving Verduin van het Israëlische Holocaustherdenkingscentrum Yad Vashem de eretitel Rechtvaardige onder de Volkeren.